# Henri Moissan
Henri Moissan, né le 28 septembre 1852 à Paris et mort le 20 février 1907 dans cette même ville, est un pharmacien-chimiste français, spécialiste des corps à hautes températures. Il est principalement connu pour avoir isolé le premier le fluor. Ses travaux eurent beaucoup d'applications dans l'industrie. Il reçut le prix Nobel de chimie de 1906.

## Études
Ferdinand Frédéric Henri Moissan est né dans une famille juive de Paris.
Il commence ses études au collège de Meaux. Après la Commune de Paris en 1870, il s'inscrit à l'École supérieure de pharmacie à Paris, où il obtient son diplôme de pharmacien de deuxième classe. Il s'intéresse en même temps à la chimie et rejoint le laboratoire d'Edmond Frémy (chaire de chimie appliquée aux corps inorganiques) au Muséum national d'histoire naturelle, où il suit les cours d'Henri Sainte-Claire Deville et Henri Debray. Il travaille également dans le laboratoire de Pierre-Paul Dehérain à l'École pratique des hautes études ainsi qu'au laboratoire de chimie de la Sorbonne. Il obtient sa licence de chimie en 1874 et son doctorat de chimie en 1880 avec une thèse sur le cyanogène ((CN)2) et ses réactions pour former les cyanures.

## Le chercheur

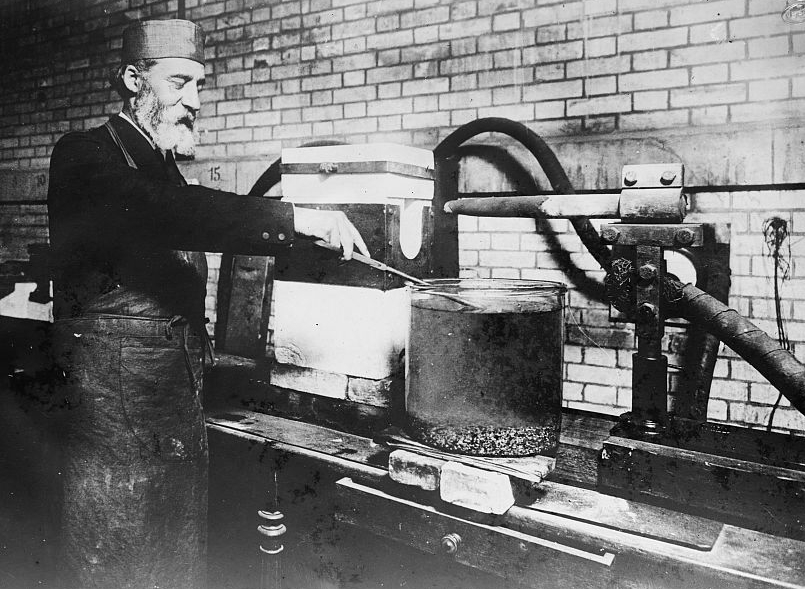
Henri Moissan dans son laboratoire, travaillant sur la synthèse des diamants.

Il travaille sur l'absorption du dioxyde de carbone et l'émission d'oxygène par les plantes. En 1882, il est nommé professeur agrégé à l'École supérieure de pharmacie de Paris (aujourd'hui, Faculté de pharmacie) et il commence à y travailler sur la chimie du fluor en 1883. Il isole le fluor en 1886 en réalisant l'électrolyse d'un mélange de fluorure de potassium (KF) et d'acide fluorhydrique (HF). Il est alors professeur de toxicologie à l'École supérieure de pharmacie.
En 1892, il émet une théorie démontrant la possibilité de synthétiser du diamant. Avec Frédéric Chaplet, il met au point un four à arc électrique permettant d'atteindre de hautes températures, jusqu'à 3 500 °C, avec lequel il isole plusieurs métaux et met au point la fabrication de plusieurs composés tels que divers carbures réfractaires, en particulier des carbures métalliques ou de métalloïdes. 
Les carbures de silicium obtenus s'approchent de l'aspect du diamant, en présentant parfois une dureté équivalente ou supérieure. Les carbures de bore présentent une dureté supérieure, en particulier les cristaux noirs et brillants B13C2 ou le composé B4C. Il effectue en 1905 la première identification du carbure de silicium dans une météorite. Un minéral rare sera aussi appelé « moissanite » en son honneur.
En 1892, il met au point la lampe à acétylène.
En 1896, ce chercheur, spécialiste de la chimie des hautes températures, assiste Charles Friedel lors de la création de l'École nationale supérieure de chimie de Paris, dont il est le directeur de 1899 à 1907. Il succède à Louis Joseph Troost à la chaire de chimie générale de la Faculté des sciences de Paris de 1900 à sa mort.
Il est lauréat de la médaille Davy en 1896. Il est lauréat du prix Nobel de chimie de 1906, « en reconnaissance des grands services qu'il a rendus dans sa recherche et l'isolation de l'élément [chimique] fluor, et pour l'adoption au service de la science du four électrique nommé d'après lui. »
Il meurt soudainement d'une crise d'appendicite le 20 février 1907, peu de temps après son retour de Stockholm, où il venait de recevoir son prix.
Henri Moissan était commandeur de la Légion d'honneur. Il fut élu membre de l'Académie de médecine en 1888 et de l'Académie des sciences en 1891. Également vice-président en 1890 puis président, en 1891, de l'Académie nationale de pharmacie.

## La découverte du fluor

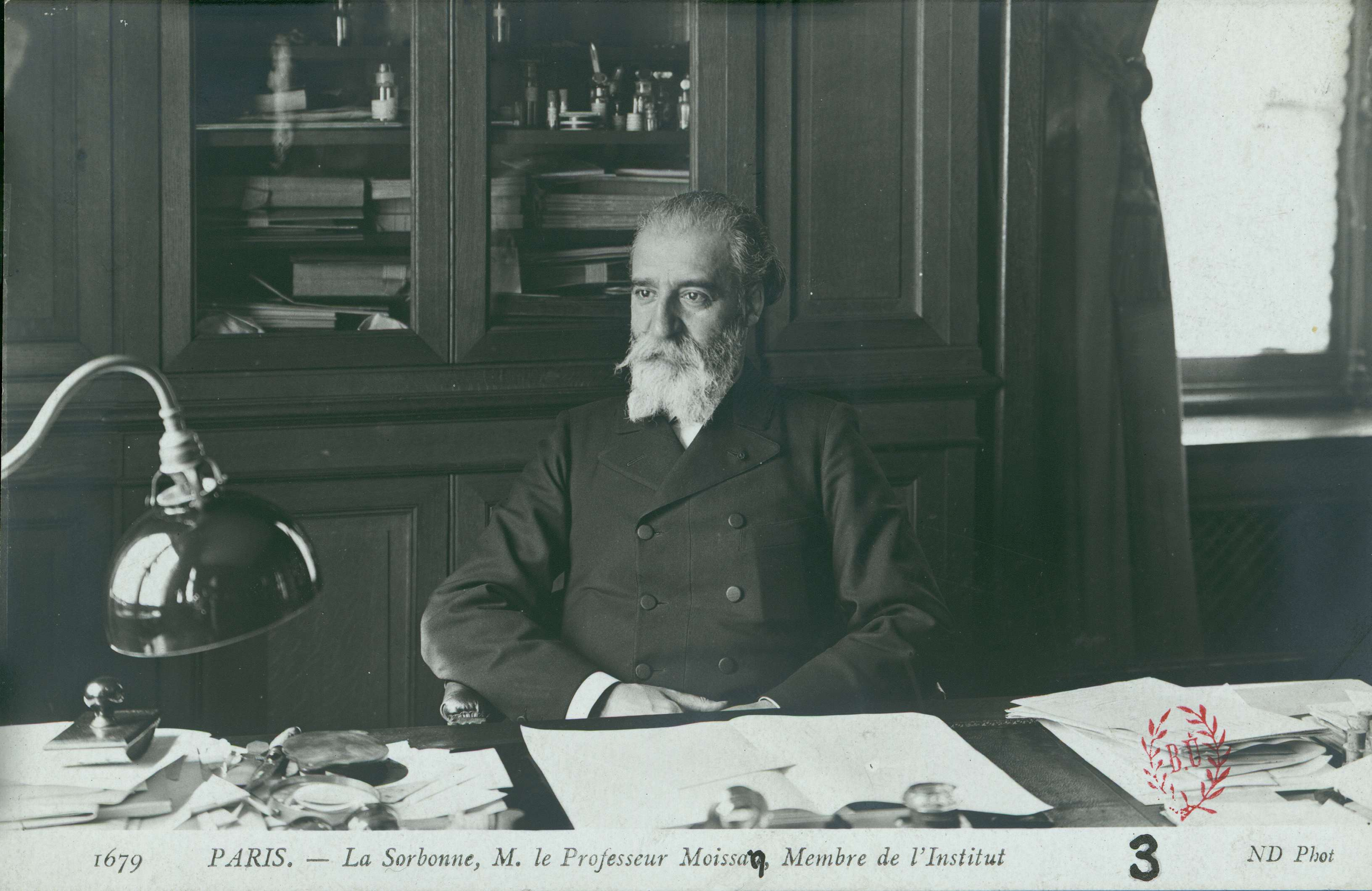
Carte postale de M. le professeur Moissan, membre de l'Institut.

La séparation du fluor par Moissan peut être résumée en trois expériences qu'il réalisa en 1886.
En 1885, il découvrit qu'un mélange de fluorure de potassium et d'acide fluorhydrique restait liquide aux températures inférieures à 0 °C et conduisait la chaleur. Toutes ses tentatives furent vaines, jusqu'au moment où il mit au point un récipient en platine, ayant une forme de U.
Le 26 juin et 19 juillet 1886, il réalisa deux électrolyses d'acide fluorhydrique dans des conditions de températures différentes : −50 °C et −23 °C. Il fit également varier les conditions électriques. Il constata à la cathode un dégagement d'hydrogène et à l'anode d'un gaz que, dans un premier temps, il décrivit et, dans un deuxième temps, identifia comme étant du fluor gazeux ou du perfluorure d'hydrogène.
La troisième expérience lui permit de démontrer que le gaz inconnu ne contenait pas d'hydrogène et était donc du fluor. Il effectua l'électrolyse d'un mélange de fluorure de potassium (KF) et d'acide fluorhydrique (HF), qui combinent pour former le sel KHF2 au solvant HF. Le gaz émis était entièrement absorbé par du fer rougi (formation de fluorure de fer) sans dégagement d'hydrogène. Il démontra par son expérience que l'augmentation de masse du morceau de fer correspondait à la masse d'hydrogène dégagée à la cathode.

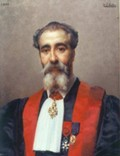
Portrait de Moissan, par Paul Saïn.

## Publications
- Sur les oxydes métalliques de la famille du fer. Suivi de Propositions données par la faculté, Paris, Gauthier-Villars, 1880 (lire en ligne)
- Le Nickel, Paris, Gauthier-Villars et fils ; Masson et Cie, [1896] (lire en ligne)
- Recherches sur l'isolement du fluor - Texte sur Wikisource
- Le Fluor et ses composés - Texte en ligne
- Le Four électrique - Texte en ligne
- Série du cyanogène (thèse) - Texte en ligne

## Distinctions

### Philatélie
- La Suède a émis en 1966 un timbre où figure Henri Moissan en compagnie de deux autres lauréats du prix Nobel de l'année 1906.
- La Poste française a édité en 1986 un timbre[4] pour le centenaire de l'isolement du fluor et, en 2006[5], un timbre pour le centenaire du prix Nobel de Henri Moissan.

### Hommages
- Le lycée mixte de Meaux, qui avait pris la suite du collège de Meaux où il fut étudiant, a choisi comme nom lycée Henri-Moissan.
- Le pôle biologie, pharmacie chimie de l'université Paris-Saclay est nommé Henri-Moissan.